# Rakitovo
Rakitovo (en búlgaro: Ракитово) es una ciudad de Bulgaria en la provincia de Pazardzhik.

## Geografía
Se encuentra a una altitud de 818 m s. n. m. a 132 km de la capital nacional, Sofía.

## Demografía
Según estimación 2012 contaba con una población de 8 104 habitantes.
|         | 2004  | 2005  | 2006  | 2007  | 2008  | 2009  | 2010  | 2011  |
| Mujeres | 4 202 | 4 188 | 4 188 | 4 170 | 4 188 | 4 198 | 4 213 | 4 088 |
| Varones | 4 119 | 4 116 | 4 101 | 4 076 | 4 091 | 4 063 | 4 064 | 4 031 |
| Total   | 8 321 | 8 304 | 8 289 | 8 246 | 8 279 | 8 261 | 8 277 | 8119  |